# Двайт (Північна Дакота)
Двайт (англ. Dwight) — місто (англ. city) в США, в окрузі Ричленд штату Північна Дакота. Населення — 80 осіб (2020).

## Географія
Двайт розташований за координатами 46°18′14″ пн. ш. 96°44′24″ зх. д. / 46.30389° пн. ш. 96.74000° зх. д. (46.303782, -96.740004).  За даними Бюро перепису населення США в 2010 році місто мало площу 0,52 км², уся площа — суходіл.

## Демографія
Згідно з переписом 2010 року, у місті мешкали 82 особи в 32 домогосподарствах у складі 17 родин. Густота населення становила 159 осіб/км².  Було 34 помешкання (66/км²).
Расовий склад населення:
| - 100,0 % — білих |

До двох чи більше рас належало 0,0 %. Частка іспаномовних становила 0,0 % від усіх жителів.
За віковим діапазоном населення розподілялося таким чином: 32,9 % — особи молодші 18 років, 57,3 % — особи у віці 18—64 років, 9,8 % — особи у віці 65 років та старші. Медіана віку мешканця становила 32,0 року. На 100 осіб жіночої статі у місті припадало 100,0 чоловіків;  на 100 жінок у віці від 18 років та старших — 111,5 чоловіків також старших 18 років.
Середній дохід на одне домашнє господарство  становив 80 541 долар США (медіана — 72 917), а середній дохід на одну сім'ю — 80 205 доларів (медіана — 72 917). 
Цивільне працевлаштоване населення становило 46 осіб. Основні галузі зайнятості: виробництво — 58,7 %, освіта, охорона здоров'я та соціальна допомога — 17,4 %, будівництво — 8,7 %, сільське господарство, лісництво, риболовля — 4,3 %.